# Rumont, Seine-et-Marne
Rumont là một xã ở tỉnh Seine-et-Marne, thuộc vùng Île-de-France ở miền bắc nước Pháp.

## Dân số
Người dân ở Rumont được gọi là Rumontois.
Điều tra dân số năm 1999, xã này có dân số là 124.